# Юрчак, Алексей Владимирович
Алексей Владимирович Юрчак (англ. Alexei Yurchak; род. Ленинград) — российский и американский антрополог. Профессор антропологии в Калифорнийском университете в Беркли. Его исследования касаются советской истории и постсоветских преобразований в России и на постсоветском пространстве. Известен своей книгой «Это было навсегда, пока не кончилось».

## Биография
Родился и вырос в Ленинграде. По первому образованию физик. Совмещая с работой физика, был менеджером АВИА.
В 1997 году получил степень доктора философии по культурной и лингвистической антропологии в Университете Дьюка. Профессор кафедры антропологии Университета Беркли, а также ассоциированный преподаватель в аспирантуре на факультете театра, танца и перформанса в Университете Беркли.

## Научные интересы
- история СССР и процессы постсоциалистических преобразований в бывшем Советском Союзе и Восточной Европе;
- политические институты и идеологии в Советской и постсоветской России;
- политическая философия и языковая философия;
- лингвистическая антропология
- исследования науки (science studies)
- антропология эстетики
- политическая антропология
- интерфейс между языком / дискурсом и властью;
- сравнительные исследования коммунизма и капитализма антропологии СМИ;
- визуальная антропология; экспериментальные художественные сцены (особенно Россия и США);
- городская география и антропология пространства.

## «Это было навсегда, пока не кончилось»
В книге Алексея Юрчака «Это было навсегда, пока не кончилось» (2006) рассказывается о парадоксах жизни в СССР в последние 20 лет его существования. Юрчак утверждает, что все предчувствовали крушение системы, но никто не представлял альтернативы; политики и граждане смирились с необходимостью притворного существования общества. Со временем это заблуждение стало самоисполняющимся пророчеством, и «подделку» приняли за настоящее. Данный эффект Юрчак назвал «гипернормализацией».
Историк и политический теоретик И. Будрайтскис отмечает, что подход Юрчака смещает «фокус дискуссии о позднесоветском обществе», ставя под сомнение «конвенциональную (например, для западной „славистики“) идею „двойного сознания“: что советские люди были искренни в домашнем кругу и лгали в официальных ситуациях». Будрайтскис связывает возникновение такого взгляда прежде всего с диссидентами — идея „двойного сознания“ присутствует в эссе Солженицына «Жить не по лжи» и в «Силе бессильных» Вацлава Гавела.

## Работы
- Bodies of Lenin: The Hidden Science of Communist Sovereignty // Representations. — University of California Press, 2015. — Т. 129, № 1. — С. 116—157. — ISSN 07346018.

### Книги
- Everything Was Forever, Until It Was No More: The Last Soviet Generation. — Princeton University Press, 2005. — 352 p. — ISBN 978-0691121178.
- Это было навсегда, пока не кончилось. Последнее советское поколение. — М.: «НЛО», 2014. — 664 с. — (Неприкосновенный запас. Библиотека журнала). — 1000 экз. — ISBN 978-5-4448-0190-1.

## Награды
- 2007 — Wayne Vucinic Book Award Ассоциации восточноевропейских, евразийских и славянских исследований (ASEEES) за лучшую книгу года[10][11].
- 2015
  - Премия «Просветитель» (Россия) за лучшую научно-популярную книгу года на русском языке в номинации «Гуманитарные науки» за книгу «Это было навсегда, пока не кончилось»[12].
  - Номинант третьего сезона (2015—2016) Премии Александра Пятигорского (Россия) за книгу «Это было навсегда, пока не кончилось»[13].
  - Номинант Евразийской книжной премии (Россия)[10].
  - Номинант Премии Ассоциации книгоиздателей России (АСКИ) в номинации «Лучшая книга в области гуманитарных наук»[14].